# Kościół św. Wita i św. Katarzyny w Rehling
Kościół św. Wita i św. Katarzyny (Pfarrkirche St. Vitus und Katharina) – kościół parafialny na wzgórzu kościelnym w centrum Rehling przy Hauptstraße 3.

## Historia
Początkowo na wzgórzu kościelnym znajdowała się siedziba pierwszych właścicieli Rehling – rodziny von Rehlingen. Przed rokiem 1100 siedzibą rodu stały się nowo wybudowane zamki Kugl oraz Scherneck. Na miejscu dawnej siedziby wzniesiono pierwszą romańską świątynię. Jedyną pozostałością najstarszego budynku są drzwi zewnętrzne wieży. Świątynia została przebudowana na gotycką, trójnawową bazylikę orientowaną. Nawy oddzielone były kolumnami. W głównym ołtarzu znajdowała się rzeźba Matki Boskiej Bolesnej. Jeden z bocznych ołtarzy był pod wezwaniem św. Jana Chrzciciela. W 1701 roku dobudowano kościelną wieżę. W latach 1701–1702 dokonano renowacji kościoła, usunięto kolumny, dobudowano kaplice boczne i zmieniono wystrój na barokowy. Kościół wyposażono w pięć ołtarzy. W ołtarzu głównym umieszczono obraz ukrzyżowanego Jezusa. Matkę Boską Bolesną przeniesiono do ołtarza bocznego. Drugi ołtarz boczny poświęcono św. Janowi Chrzcicielowi. Do kościoła sprowadzono również figury dwunastu apostołów i Matki Boskiej, które umieszczono na ścianach. Jednak już w 1792 roku kościół był w kompletnej ruinie. Podjęto decyzję o zburzeniu świątyni i wybudowaniu jej na nowo. Jeszcze w tym samym roku stały nowe ściany. Prezbiterium usytuowano na zachód w 1793 dokończono wystrój kościoła. 13 lipca 1794 roku nowy kościół został konsekrowany przez augsburskiego biskupa pomocniczego Augsburga Johanna Nepomuka Augusta barona Ungelter von Deisenhagen. W 1892 roku wieżę kościelną przykryto hełmem. W 1982 roku dokonano renowacji kościoła. M.in. doprowadzono wodę i kanalizację do kościelnej zakrystii. W tym samym roku przeniesiono figurę Jana Nepomucena, z ołtarza w kaplicy bocznej, do kaplicy na Nowym Cmentarzu w Rehling.

## Opis
Kościół jest zbudowany na planie krzyża łacińskiego. Stanowi go nawa główna, dwie wysunięte lekko poza linię głównego muru kościoła, pełniące funkcję transeptu kapliczki z ołtarzami, węższe od nawy głównej prezbiterium z przylegającymi do niego zakrystią i wieżą. Wystrój kościoła jest barokowy. Ołtarz główny przedstawia obraz ukrzyżowanego Jezusa. W bocznym ołtarzu znajduje się gotycka rzeźba Matki Boskiej Bolesnej, przysłaniana na co dzień obrazem przedstawiającym Zwiastowanie NMP. W drugim ołtarzu bocznym znajduje się obraz św. Jana Chrzciciela. W ołtarzu kaplicy bocznej znajdują się rzeźby świętych Antoniego i Sebastiana. W ołtarzu drugiej kaplicy znajdują się postaci świętych Wita, Ulryka i Wolfganga. Ten ostatni trzyma w ręku model kościoła filialnego z Unterach. Na północnej ścianie cmentarza znajduje się ambona, a po drugiej stronie krucyfiks. Na wschodniej ścianie znajduje się dwukondygnacyjna empora. Pierwsza kondygnacja przeznaczona jest dla wiernych, na drugiej znajdują się zabytkowe organy. Sklepienie pokryte jest freskami przedstawiającymi triumf Jezusa Zmartwychwstałego, poświęcenie świątyni i trumf Eucharystii. Na zewnątrz świątyni, na południowej ścianie znajduje się grupa św. Michała.

## Stary Cmentarz
Wokół Kościoła rozciąga się tzw. Stary Cmentarz. Cmentarz jest cały czas czynny, jednak pochówków dokonuje się jedynie w rodzinnych, już istniejących grobach. Na cmentarzu znajduje się kaplica przedpogrzebowa oraz pomnik poświęcony mieszkańcom gminy, którzy zginęli w czasie I i II wojny światowej w obronie ojczyzny.